# 몬스 셀멜뢰브
몬스 페테르 알베르트 살렌 셀멜뢰브(스웨덴어: Måns Petter Albert Sahlén Zelmerlöw, 1986년 6월 13일 ~ )는 스웨덴의 가수이다. 2015년 오스트리아 빈에서 개최한 유로비전 송 콘테스트 2015에 "히어로즈(Heroes)"라는 곡으로 스웨덴을 대표해 참가하여 대회 역사상 세번째로 높은 점수인 365점을 얻어 우승하였다.